# Route nationale 33 (Estonie)
Pour les articles homonymes, voir Route nationale 33.
La route nationale 33 (Tugimaantee 33) est une route nationale estonienne reliant Jõhvi à Kose. Elle mesure 3,6 km.

## Tracé
- Comté de Viru-Est
  - Jõhvi
  - Kohtla-Järve
  - Ahtme (en)
  - Pargitaguse
  - Kose